# Stara mestna hiša, Bamberg
Stara mestna hiša v Bambergu je ena najpomembnejših stavb, ki zaznamuje zgodovinsko mestno jedro. Stoji med hribom in Inselstadtom v levem Regnitzarmu. Ta lokacija ...
 »"... označuje staro mejo vladanja med episkopsko goro in meščanskim otoškim mestom in jasno prikazuje moč bamberške buržoazije.«
Zgrajena na otoku v reki Regnitz, od nje vodita Zgornji in Spodnji most (prvotno zasebni most). V notranjosti je zbirka porcelana, ki pripada muzejem mesta Bamberg, ki je eden največjih te vrste v Evropi.

## Zgodovina
Mestna hiša je bila prvič omenjena leta 1387 in obnovljena v obdobju med 1461 in 1467, tako da je dobila današnjo obliko. V tej gradbeni fazi je nanjo vplivala predvsem gotika.
Johann Jakob Michael Küchel je preoblikoval mestno hišo od 1744 do 1756 v slogu baroka in rokokoja. Velja omeniti fasadne poslikave, ki jih je prvotno ustvaril leta 1755 Johann Anwander, in so bile večkrat obnovljene. Potem, ko so bile v 1950-ih videti slabo, jih je slikar Anton Greiner obnovil v letih 1959-1962. Obe strani stavbe sta popolnoma okrašeni z alegoričnimi prizori in arhitekturnimi detajli, značilno iluzorno sliko tistega časa. Majhni, dejansko figurativno oblikovani elementi na vzhodni strani krepijo prostorski vtis. Rokokojski balkoni in reliefi grba so delo Bonaventura Mutschele.
Polovična hiša, pritrjena na mostni stolp, se imenuje Rottmeisterhäuschen in so jo uporabljali stražarji kot nastanitev.

## Bajka
Bamberški škof ni želel meščanom pustiti graditi mestne hiše na njegovi zemlji. Potem so zviti meščani v Regnitzu ustvarili umetni otok, na katerem so postavili svojo mestno hišo. Regnitz označuje staro mejo med episkopskim hribom in meščanskim otoškim mestom.

## Poslikave
Stara mestna hiša je služila kot motiv več slikam impresionista Augusta von Brandisa.

## Spomeniško varstvo
Stavba je spomenik . 
Opis je: 
»Zgornji most 1. mestna hiša, montaža na otoku v Regnitz, z dvema mostovoma s povezanima bregovoma (glej zgornji most in spodnji most): nad visoko kamnito kletno dvonadstropno stavbo mestne hiše, v jedru 1461-67, obnovljeno 1619, 1744-56 preurejeno, fasadna poslikava, prvotno rekonstruirana Johann Anwander 1755, 1960 ff., mostni stolp, obnovljen leta 1385, obnovljen v 15. stoletju in verjetno ga je postavil Martin Mayer okoli nadstropja s kapuco za luči, bogato okrašene z rocaille okrasnimi balkoni in grbi 1755/56 Joseph Bonaventura Mutschele (1883/94 so jo nadomestili kopije Philippa Dorscha in Lorenza Kamma), pred njo na ledolomu zgornjega mosta, nameščenega Rottmeisterhäuschen, trinadstropna stavba z lesenim okvirom z naklonjeno streho, 1668 usposobljena.«
- Bavarski državni urad za ohranjanje spomenikov Denkmalliste Bayern 461000: Bamberg; PDF]